# Ратимов, Василий Александрович
Васи́лий Алекса́ндрович Рати́мов (1850, станица Успенская, Кубанская область — 28 февраля (12 марта) 1904, Евпатория, Таврическая губерния) — русский хирург, доктор медицинских наук (1882), профессор (1890), организатор медицинской науки, заведующий кафедрой госпитальной хирургии Императорской Военно-медицинской академии (1890—1901), председатель общества русских врачей в память Н. И. Пирогова в Санкт-Петербурге (1893—1901), основатель большой хирургической научной школы (П. Ф. Боровский, Р. Р. Вреден, В. А. Оппель, Л. М. Пуссеп, В. Н. Шевкуненко, С. П. Вертоградов).

## Биография
Василий Александрович Ратимов родился в 1850 году в станице Успенской Кубанской области. По окончании Ставропольской классической гимназии в 1871 году поступил в Императорскую медико-хирургическую академию в Санкт-Петербурге, которую окончил с отличием в 1876 году, получив звание лекаря. За научную работу «Патология беременной матки при тифе» по решению конференции Медико-хирургической академии был удостоен серебряной медали и оставлен при академии на 3 года для совершенствования знаний. В связи с начавшейся Русско-турецкой войной был откомандирован на Кавказ, где в течение 2 лет работал в Хасавюртовском госпитале. После окончания военных действий с ноября 1878 года по май 1882 года состоял ординатором в клинике госпитальной хирургии академии, возглавляемой профессором Е. И. Богдановским. В 1882 году успешно защитил докторскую диссертацию на тему «Опухоли верхней челюсти в клиническом отношении». После защиты диссертации Ратимов был направлен в двухгодичную научную командировку в Европу, где в лаборатории Луи Пастера в Париже занимался изучением бактериологии, у Тилло и Луиса Фарабефа в Берлине — практической анатомии и оперативной хирургии, работал в физиологической лаборатории Гуго Кронекера в Берне.
В 1884 году Ратимов был зачислен ассистентом кафедры оперативной хирургии Военно-медицинской академии и начал вести практические занятия со студентами по оперативной хирургии на трупах. В 1886—1889 годах временно преподавал оперативную хирургию, топографическую анатомию, хирургическую патологию. С этого времени он одновременно состоял старшим хирургом и помощником главного врача Александровской городской больницы. В 1890 году Ратимов был избран заведующим кафедрой госпитальной хирургии и в этой должности проработал до 1901 года. За время его руководства кафедрой в клинике были организованы новые перевязочные и операционные, созданы лаборатории, увеличен коечный фонд. Ежегодно в клинике госпитальной хирургии производилось до 650 операций по всем хирургическим специальностям. Параллельно с 1896 года Ратимов начал преподавать военно-полевую хирургию прикомандированным военным врачам. Посещаемость на лекциях Ратимова всегда была высокой. Он большое внимание уделял амбулаторной работе, часто проводя там занятия со студентами, чтобы приучить их быстро ориентироваться в постановке диагноза.
В 1901 году по причине тяжёлой болезни Ратимов был вынужден отказаться от преподавания на кафедре и работы в Хирургическом обществе. Скончался в Евпатории 28 февраля (12 марта) 1904 года.

## Вклад в медицинскую науку
Занимая должность заведующего кафедрой госпитальной хирургии Военно-медицинской академии, В. А. Ратимов провёл реорганизацию деятельности кафедры в соответствии с новыми требованиями, обусловленными появлением учения об асептике и антисептике, хирургические операции в клинике стали выполняться в операционной в стерильных условиях; начал активно применять полостные оперативные вмешательства. Перу В. А. Ратимова принадлежит 20 научных работ.

### В инфекционные болезни и хирургическую паразитологию
В 1881 году Ратимов опубликовал статью «О сибирской язве у человека», в которой описал вспышку этого инфекционного заболевания среди солдат. В статье автор убедительно доказал, что причиной возникновения сибирской язвы являлась выдача солдатам полушубков, изготовленных из заражённых овчин.
В. А. Ратимов изучал этиологию и клинические проявления эхинококкоза печени, а также разработал методы оперативного лечения этого заболевания. Широкую известность получила работа Ратимова «К вопросу о происхождении множественного эхинококкоза брюшной полости», опубликованная в журналах «Врач» и «Хирургический вестник» в декабре 1894 года.

### В абдоминальную хирургию
Ратимов одним из первых в Российской империи произвёл успешную резекцию привратника при раке желудка, после которой пациентка прожила без рецидива 12 лет. Данное клиническое наблюдение изложено им в статье «К вопросу о резекции выходной части желудка при раковом нарушении её», опубликованной в 1887 году в «Еженедельной клинической газете».
В. А. Ратимов пропагандировал раннюю первичную лапаротомию при повреждении внутренних органов и отверг существовавшее ранее мнение о нецелесообразности операции на печени при её травме, что нашло выражение в его выступлении на заседании Хирургического общества 22 ноября (4 декабря) 1893 года после доклада Г. Ф. Цейдлера «О травматических повреждениях печени».

### В анестезиологию
В 1884 году В. А. Ратимов опубликовал в журнале «Русская медицина» статью «О причинах случайной смерти после хлороформного наркоза», в которой он приходит к выводу о том, что в периоде возбуждения летальный исход может наступить из-за перераздражения центральной нервной системы, а при глубоком наркозе — вследствие её угнетения. Ратимов лично сконструировал аппарат для проведения наркоза.

### В онкологию, челюстно-лицевую и сосудистую хирургию
Темой успешно защищённой в 1882 году докторской диссертации Ратимова была «Опухоли верхней челюсти в клиническом отношении». Он разработал оригинальный доступ для удаления крупных опухолей мягкого нёба путём временного распиливания нижней челюсти. С использованием этого доступа им была удалена больших размеров лимфангиома мягкого нёба, о чём сделано сообщение в журнале «Летопись русской хирургии» (1900).
Статья «Случай травматической аневризмы, симулировавшей абсцесс», опубликованная в «Еженедельной клинической газете» в 1882 году, посвящена описанию клинической картины аневризмы подколенной артерии, возникшей после насильственного разгибания коленного сустава при его контрактуре. Принятая за абсцесс аневризма была вскрыта. Ратимов подробно приводит это наблюдение, обращая внимание на постановку неверного диагноза и неправильное хирургическое лечение.

### В травматологию и ортопедию
В. А. Ратимов уделял значительное внимание вопросам ортопедии. Так, в серии публикаций в «Больничной газете» (№ 7, 8, 12 за 1890 год) он описал лечение застарелых вывихов тазобедренного сустава, рассмотрел наступающие в результате вывиха морфологические изменения, а также провёл анализ трудностей вправления. Ратимов пришёл к выводу о целесообразности резекции для достижения функционального результата и подробно изложил методику хирургической операции.
В 1897 году Ратимовым была предложена костно-пластическая ампутация голени с формированием тыльного лоскута стопы, чем опроверг сложившееся мнение о том, что описанный тыльный лоскут не имеет достаточного питания и рискован ввиду возможного омертвения.

### Основные научные труды
- О незаросшем мочевом протоке («Военно-медицинский журнал», 1880).
- О сибирской язве у человека («Еженедельная клиническая газета», 1881, № 18).
- Случай травматической аневризмы, симулировавшей абсцесс («Еженедельная клиническая газета», 1882).
- Опухоли верхней челюсти в клиническом отношении (диссертация, СПб., 1882).
- Recherches sur les substances antiseptiques et des consequences, qui resultent pour la practique chirurgicale («Arch. de physiol. norm. et pathol.» 1884).
- О причинах случайной смерти после хлороформного наркоза («Русская медицина», 1884, № 42, с. 852, № 43, с. 877).
- Два случая острого самопроизвольного воспалении костного мозга («Протоколы Общества русских врачей», 1886).
- К вопросу о резекции выходной части желудка при раковом нарушении её («Еженедельная клиническая газета», 1887, № 1, с. 10, № 2, с. 25).
- Иссечение прямой кишки с помощью временной резекции крестца («Труды Русского хирургического общества Пирогова», 1893).
- К вопросу о происхождении множественного эхинококкоза брюшной полости («Протоколы и труды Русского хирургического общества Пирогова», СПб., 1895, с. 130)[1][6][7][12].

## Хирургическая школа
В. А. Ратимовым была создана большая хирургическая научная школа. Его учениками являются многие известные учёные, в числе которых П. Ф. Боровский, Р. Р. Вреден, В. А. Оппель, Л. М. Пуссеп, В. Н. Шевкуненко, С. П. Вертоградов. Под руководством Ратимова защищено 18 докторских диссертаций.

## Общественная деятельность
С 1893 по 1901 год В. А. Ратимов был председателем общества русских врачей в память Н. И. Пирогова в Санкт-Петербурге. Совместно с А. А. Трояновым он обустроил анатомо-хирургический музей и здание для заседания общества. Работу на кафедре Ратимов совмещал с деятельностью в журнале «Летопись русской хирургии», издававшемся Н. А. Вельяминовым. Являлся одним из учредителей Общества попечения о бедных больных Санкт-Петербургского клинического военного госпиталя и клиник Императорской Военно-медицинской академии, организованного в 1893 году для помощи лицам, находящимся в клиниках и госпиталях.

## Отзывы современников
Профессор В. А. Оппель в своей речи, произнесённой на заседании Хирургического общества 12 (25) марта 1904 года по поводу смерти профессора В. А. Ратимова, сказал: 

Серьёзный, широкий ум, скромность, любовь и преданность делу, честность и доброта — вот те качества, которые заставляли его уважать и любить. Его любили студенты, любили занимавшиеся у него врачи.